# Sebastián Bauzá
Sebastián Bauzá (Montevideo, 17 de mayo de 1961) es un odontólogo, dirigente deportivo, político y empresario uruguayo. 
Fue Secretario Nacional de Deporte bajo la presidencia de Luis Lacalle Pou.

## Biografía
Hijo de Sebastián Bauzá Ques. Se graduó como odontólogo la Facultad de Odontología de la Universidad de la República. Es un empresario gastronómico de una empresa familiar, dueño y gerente de la  confitería Lion D’Or.

## Ámbito futbolístico
Presidió el Club Atlético Bella Vista durante varios años, al igual que su padre que dirigió del club por 27 años.
Fue presidente de la Asociación Uruguaya de Fútbol desde 2009 hasta 2014. En 2015 comparece ante la justicia con todos los miembros de la Confederación Sudamericana de Fútbol por el Caso FIFA. En 2017 es archivada su causa.

## Ámbito político
Se presentó a la elección municipal de Montevideo en 2015 como suplente de Edgardo Novick y Álvaro Garcé.
Es integrante del Partido Nacional.  
En diciembre de 2019, fue designado como Secretario Nacional de Deporte.
Contrajo matrimonio con Silvia y fueron padres de dos hijas: Belén y María Eugenia Bauzá.